# 馬格諾利亞鎮區 (伊利諾伊州帕特南縣)
馬格諾利亞鎮區（英語：Magnolia Township）是位於美國伊利諾伊州帕特南縣的一個行政鎮區。

## 地方資料
根據2010年美國人口普查的數據，馬格諾利亞鎮區的面積為112.40平方千米，當中陸地面積為109.50平方千米，而水域面積為2.50平方千米。當地共有人口1005人，而人口密度為每平方千米8.94人。